# Fondation Yrjö-Jahnsson
La fondation Yrjö Jahnsson est une fondation dont l'objectif est de promouvoir la recherche finlandaise en économie et en médecine. 

## Présentation
La fondation a été créée en 1954 par la juriste Hilma Gabriella Jahnsson (en) (1882-1975), veuve de Yrjö Jahnsson (en) (1877–1936) qui fut professeur d'économie à l'université d'Helsinki.  
La fondation décerne tous les deux ans le prix Yrjö-Jahnsson avec la European Economic Association et organise les conférences Yrjö Jahnsson.

## Conférences Yrjö Jahnsson
Les conférences ont lieu chaque année depuis 1963,,.
Parmi les conférenciers 10 ont reçu le prix Nobel d'économie.
| Année | Conférencier               | Titre                                                                                 | en     |
| ----- | -------------------------- | ------------------------------------------------------------------------------------- | ------ |
| 1963  | Kenneth J. Arrow           | Aspects de la théorie de la prise de risque                                           | [ 4 ]  |
| 1967  | Assar Lindbeck             | Analyse monétaire-financière et équilibre général                                     | [ 5 ]  |
| 1968  | Lawrence Klein             | Un essai sur la théorie de la prévision économique                                    | [ 6 ]  |
| 1970  | Harry G. Johnson           | Le modèle à deux Secteur de l'équilibre général                                       | [ 7 ]  |
| 1973  | John Hicks                 | La crise dans l'économie keynésienne                                                  | [ 8 ]  |
| 1976  | Edmond Malinvaud           | Réxamen de la théorie du chômage                                                      | [ 9 ]  |
| 1978  | James Tobin                | Accumulation d'actifs et activité économique                                          | [ 10 ] |
| 1980  | János Kornai               | Croissance, pénurie et efficacité                                                     | [ 11 ] |
| 1983  | Jacques Drèze              | Gestion du travail, contrats et marchés de capitaux                                   | [ 12 ] |
| 1985  | Robert E. Lucas            | Les modèles des cycles économiques                                                    | [ 13 ] |
| 1987  | Amartya Sen                | Comportement rationnel                                                                | [ 14 ] |
| 1990  | Anthony B. Atkinson        | La pauvreté en Europe                                                                 | [ 15 ] |
| 1992  | Bengt Holmström            | Les modèles de la firme                                                               | [ 16 ] |
| 1996  | Paul Krugman               | Théorie économique et le Miracle de l'Asie de l'Est                                   | [ 17 ] |
| 1999  | Hans-Werner Sinn           | La nouvelles compétitions entre systèmes                                              | [ 18 ] |
| 2002  | Alvin Roth                 | Le calendrier des opérations: le comportement stratégique et la performance du marché | [ 19 ] |
| 2005  | Ricardo Caballero          | Macroéconomie et restructuration dans l'économie mondiale                             | [ 20 ] |
| 2007  | Peter Diamond              | Réflexion sur les impôts                                                              | [ 21 ] |
| 2010  | Tim Besley Torsten Persson | Piliers de la prospérité: l'économie politique de renforcement de l'État              | [ 22 ] |
| 2012  | John A. List               | Utilisation des expériences de terrain en économie                                    | [ 23 ] |

## Prix Yrjö Jahnsson en économie
Le prix Yrjö Jahnsson est décerné tous les deux ans à de jeunes économistes européens conjointement par la fondation Yrjö-Jahnsson et par la European Economic Association.
Les lauréats du prix sont,:
| Année | Lauréats                              |
| ----- | ------------------------------------- |
| 1993  | Jean-Jacques Laffont et Jean Tirole   |
| 1995  | Richard Blundell                      |
| 1997  | Torsten Persson                       |
| 1999  | Nobuhiro Kiyotaki et John Moore       |
| 2001  | Philippe Aghion et Guido Tabellini    |
| 2003  | Mathias Dewatripont                   |
| 2005  | Timothy Besley et Jordi Galí          |
| 2007  | Gilles Saint-Paul                     |
| 2009  | John van Reenen et Fabrizio Zilibotti |
| 2011  | Armin Falk                            |
| 2013  | Hélène Rey et Thomas Piketty          |
| 2015  | Botond Kőszegi                        |
| 2017  | Ran Spiegler et Michèle Tertilt       |
| 2019  | Oriana Bandiera et Imran Rasul        |
| 2021  | Ricardo Reis et Silvana Tenreyro      |
| 2023  | Jan De Loecker et Kalina Manova       |
| 2025  | Julia Cagé et David Yanagizawa-Drott  |